# 保利斯達足球會
保利斯達足球會（Paulista Futebol Clube）是一支巴西聖保羅的足球會，成立於1909年5月17日。2014年從巴保聯甲級聯賽降班。主場為仙特拉球場，能容納15,000人。保列斯達足球會在2005年在決賽以 2:0 擊敗富明尼斯勇奪巴西杯，因此在隨後的球季，保列斯達取得首次出戰南美自由盃的資格。

## 外部連結
- Official Website（页面存档备份，存于）